# Luna 22
Luna 22 (rusky Луна 22) byla automatická meziplanetární sonda Sovětského svazu, z programu Luna, která v roce 1974 úspěšně a dlouhodobě prováděla průzkum Měsíce. V katalogu COSPAR byla později označena jako 1974-082A.

## Popis sondy
Použitý typ E-8LS byl vyroben v konstrukčním středisku OKB Lavočkina, což je dnešní NPO Lavočkina v Chimkách. Hmotnost sondy byla při startu 4 000 kg, výrobní číslo měla 206. Byla obdobou Luny 19, vybavením i programem mise. Mimo aparatury určené k pořizování fotografií měla radiový výškoměr, detektor mikrometeoritů, gama spektrometr, magnetometr a spojovací aparaturu. 

## Průběh mise
Start nosné rakety Proton K/D se sondou proběhl 29. května 1974 z kosmodromu Bajkonur. Nejprve byla vynesena na nízkou oběžnou dráhu nad Zemí (též uváděna jako parkovací) a z ní pomocí nosné rakety pokračovala v letu směrem k Měsíci. 2. června 1974 se sonda dostala na kruhovou oběžnou dráhu Měsíce, která byla povelem ze Země dále upravena z kruhové na elipsovou pro lepší snímkování povrchu. Pak byla dráha opět upravena, místo snímkování začala předávat na Zemi údaje z instalovaných vědeckých měřicích přístrojů. Na Zem bylo odesláno přes 1 000 radiových relací s daty. Po necelém roce byly úkoly splněny, byla upravena dráha na nižší a pořízena sada dalších fotografií. Dne 2. září 1975 aparatura přestala fungovat, tím byla mise ukončena.